# YB (album)
Pour les articles homonymes, voir YB.
Albums de Young Buck
Straight Outta Cashville
(2004) T.I.P.
(2005)
YB est un album de Young Buck, sorti le 13 décembre 2004 uniquement aux Pays-Bas.

## Liste des titres
| No  | Titre                       | Durée |
| --- | --------------------------- | ----- |
| 1.  | Don't Play                  | 1:32  |
| 2.  | Telephone (Skit)            | 0:58  |
| 3.  | Ride or Die                 | 4:19  |
| 4.  | Back on Up                  | 4:41  |
| 5.  | Lord Knows                  | 4:53  |
| 6.  | Bitch Before My Dog         | 5:00  |
| 7.  | Workin' with Something      | 4:08  |
| 8.  | Fired Up                    | 4:25  |
| 9.  | Payback's a Bitch           | 3:43  |
| 10. | Drop It                     | 3:37  |
| 11. | Don't Know Where I'm Headed | 4:15  |
| 12. | Where Da Love At            | 4:39  |
| 13. | Ya Know                     | 3:36  |